# The Man, the King, the Girl
The Man, the King, the Girl è il primo album in studio del gruppo musicale statunitense Deerhoof, pubblicato nel 1997.

## Tracce
1. Tiger Chain
2. Polly Bee
3. Sophie
4. A-Town Test Site
5. Gold on Black
6. For Those of Us on Foot
7. Gore in Rut
8. Wheely Freed Speaks to the People
9. Bendidin
10. Itchy P-Pads
11. The Pickup Bear
12. The Comedian Flavorists
13. Queen of the Mole People
14. Kneil (live)
15. Gore in Crown (live)
16. Carriage (live)
17. The Mausker (live)
18. Gold on Black (live)